# Bucze, Tỉnh West Pomeranian
Bucze [ˈbut͡ʂɛ] là một ngôi làng thuộc khu hành chính của Gmina Płoty, thuộc hạt Gryfice, West Pomeranian Voivodeship, nằm ở phía tây bắc Ba Lan.